# Rod Taylor
Rod Taylor (11. ledna 1930 Lidcombe – 7. ledna 2015 Los Angeles) byl australský herec.
Narodil se v Lidcombe, předměstí Sydney, jako jediný syn Williama Sturta Taylora a Mony Taylor. Studoval nejprve na střední škole Parramatta High School a později na technické a umělecké vysoké škole. Svou hereckou kariéru zahájil v divadelních a rozhlasových hrách. Prvním filmem, ve kterém hrál, byl King of the Coral Sea z roku 1954. Později hrál v mnoha dalších filmech, mezi které patří například Stroj času (1960), Zabriskie Point (1970) a Hanebný pancharti (2009).
Zemřel v lednu 2015 ve věku 84 let; příčinou úmrtí byl infarkt.